# Brečevo
Brečevo je bio utvrđeni srednjovjekovni grad iz kojeg se kontrolirao istočni dio Petrova polja. Najstariji spomen Brečeva potječe iz 1311. godine. Riječ je o ispravi iz registra Splitskog kaptola, koja je vezana za određivanje međa posjeda Obrov prodanog petorici braće iz roda Čudomirića iz Brečeva. Među međama posjeda Obrov navodi se i crkva Blažene Djevice Marije za koju se pretpostavlja da se radi o crkvi u današnjem selu Gradac. Iz toga se može zaključiti da je Gradac bio dio podgrađa nekadašnjeg Brečeva, što sugerira i njegovo ime (gradić, mali grad, mala utvrda).
Važnost Brečeva potvrđuje to što se spominje u raznim vrstama gradiva npr. ispravama vladara – kralja Ludovika I iz 1375. i kralja Žigmunda Luksemburškog iz 1406., ispravama velikaša – povelje bana Nikole Bannfyja i Stjepana II Kotromanića iz 1345., spisu o okupljenima na zboru kneštva Nelipćića iz 1379., bilježničkim spisima –  mletački spis iz 1448. u kojem se spominje Juraj Bogdanić iz sela Brečeva u distriktu Petrovo polje u Hrvatskoj (de villa Brecceuo districtus Petrouo poglie Croatie) te u ispravama Splitskog i Kninskog kaptola. Zadnje spominjanje Brečeva u ispravi je Kninskog kaptola od 30. srpnja 1487. godine. Svaki spomen Brečeva prestaje nakon 1487. i pretpostavka je da je utvrda propala najkasnije s osmanskim osvajanjem, a stanovništvo, možda sasvim novo, nije sačuvalo tradiciju o starom nazivu mjesta. U osmanskom razdoblju spominje se samo naselje Grad(č)ac.
Postoje i druga mišljena o ubikaciji Brečeva, pa tako Stjepan Gunjača kastrum Brečevo ubicira u selo Bračević kod Muća, no nove spoznaje i pronađeni dokumenti daju više argumenata za ubiciranje Brečeva pokraj današnjeg sela Gradac u općini Ružić pokraj Drniša.